# Ctenothrips distinctus
Ctenothrips distinctus är en insektsart som först beskrevs av Jindřich Uzel 1895.  Ctenothrips distinctus ingår i släktet Ctenothrips, och familjen smaltripsar. Arten är reproducerande i Sverige.